# Victoire de Margerie
Victoire de Margerie é uma empresária francesa, nascida a 6 de abril de 1963 em Suresnes (Altos do Sena).
Faz parte de vários conselhos de administração. De 2003 a 2011 foi professora de gestão estratégica na Grenoble École de management. Desde 2009 é diretora executiva e principal acionista da Rondol Technology (empresa franco-britânica de micromecânica) e, desde 2015, vice-presidente do Fórum Mundial de Materiais.

## Biografía
Victoire de Margerie é filha de Pierre-Alain Jacquin de Margerie, segurador, e de Colette Taittinger. O seu avô é o empresário e político Pierre Taittinger: por isso, faz parte das famílias Taittinger e Jacquin de Margerie.
O seu meio-irmão, Christophe de Margerie (1951-2014), foi presidente e CEO da Total de 2010 a 2014.
Depois de estudar na HEC Paris (turma de 1983) e, mais tarde, na Sciences Po (turma de 1986), em 1994 obteve um diploma de formação contínua no Institut für Management und Technologie em Berlim e em 1997 um diploma de formação contínua na Universidade Stanford. Desde 2007 é doutorado em ciências da gestão pela Universidade Panthéon-Assas.
Depois de deixar a Sciences Po, juntou-se à Elf Atochem, uma subsidiária da Elf Aquitaine, que mais tarde se tornou Arkema, como chefe da rede comercial europeia e, mais tarde, como chefe de fusões e aquisições na Europa a partir da década de 1990.
Em 1992, tendo construído uma fábrica de extrusão de plástico em Leipzig, assumiu o cargo de director-geral antes de se transferir em 1995 para a CarnaudMetalBox (posteriormente adquirida pela Crown Holdings) como directora de qualidade da divisão europeia. Em 1998 ingressou na Rio Tinto Alcan, empresa da qual saiu em 2002 com o cargo de diretora geral da divisão “garrafas de plástico” (em Chicago).
Em 2003, a sua carreira virou-se para a docência, quando se tornou professora de gestão na Grenoble School of Management. Durante os seus oito anos de docência, publicou quatro trabalhos sobre práticas de gestão, governação e estratégia empresarial.
Paralelamente à sua presidência, em 2011 tornou-se presidente da Rondol Technology, fabricante de máquinas de processamento de plásticos para aplicações “micro” e “nano”, cargo que ocupa até hoje, para além dos seus cinco mandatos corporativos. A Rondol é reconhecida como uma PME inovadora no mercado de cuidados de saúde dos EUA.
Victoire de Margerie é também professora no Instituto Francês de Administradores.
Foi eleita membro da Academia de Tecnologias em 2019.

## Premios
- Cavaleiro da Legião de Honra, em 2011
- Cavaleiro da Ordem das Palmas Académicas.[7]

## Livros
- 2014 : Emballage Digest, « Quand la crise est une opportunité d'innovation »
- 2011 : com Jiang B (2011), International Journal of Operations and Production Management, « How relevant is Operations Management research to managerial practice ?»
- 2011 : com Le Loarne S. (2011), Dunod, La Boite à outils du chef d'entreprise
- 2009 : L’Harmattan, Strategy and Technology: Towards a Technology Based Sustainable Competitive Advantage
- 2009 : Management & Avenir, « Organisation de la gouvernance et Stratégie d'entreprise: état des lieux des 120 premières entreprises françaises cotées »